# Marmosa murina
Espèce
Statut de conservation UICN

 LC  : Préoccupation mineure
L’Opossum murin (Marmosa murina Linnaeus, 1758) est une espèce de mammifères marsupiaux de la famille des Didelphidae (les opossums d'Amérique) de la sous-famille des Didelphinés.